# Aglaeactis castelnaudii
El rayo-de-sol acanelado, colibrí condecorado, o colibrí canela (Aglaeactis castelnaudii), es una especie de ave apodiforme de la familia Trochilidae (los colibríes) perteneciente al género Aglaeactis. Es endémico de pequeñas regiones andinas del centro sur de Perú. 

## Distribución y hábitat

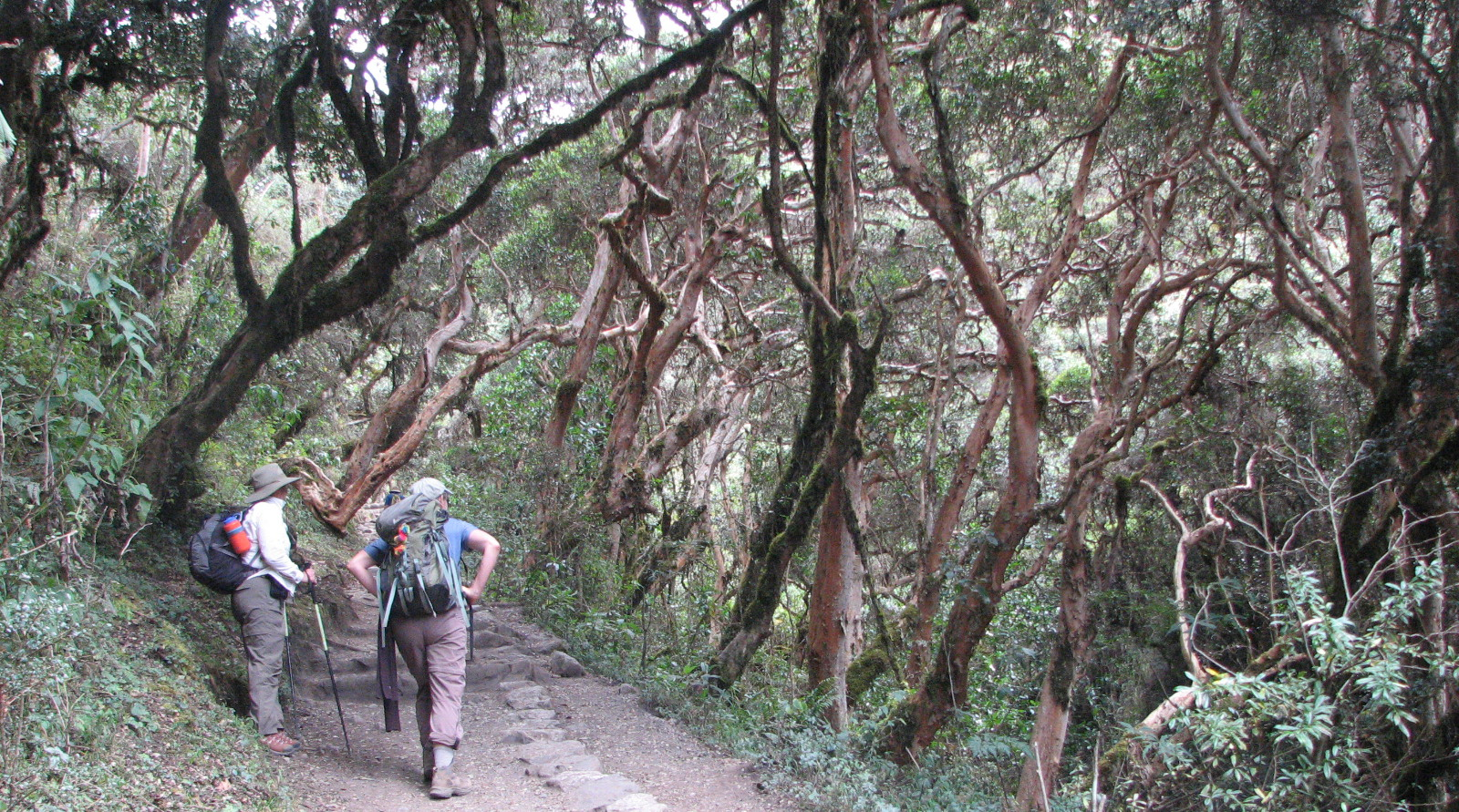
Bosque de queñoa, cerca de Cuzco, ejemplo de hábitat de esta especie.

Se encuentra apenas en dos regiones aisladas entre sí de los Andes del centro (en Huánuco, Pasco y Junín) y  centro sur (en Huancavelica, Ayacucho, Apurímac y Cuzco) de Perú.
Esta especie es considerada localmente común en sus hábitats naturales: los parches de selvas húmedas en zonas ligeramente más secas y a menudo en altitudes mucho mayores que el rayo-de-sol brillante Aglaeactis cupripennis. Es particularmente común en bosques de Escallonia y queñoa Polylepis con enredaderas floridas. Se subordina a A. cupripennis, permaneciendo bajo en la vegetación cuando éste está presente. Habita en altitudes entre 3500 y 4300 m, rararamente hasta los 4600 m.

## Descripción
Mide 12 cm de longitud y pesa alrededor de 8 g. Tiene el pico recto y su plumaje es de un color pardo oscuro rojizo con irisaciones metálicas de color púrpura en la parte superior de su cuerpo y alas. Posee en el pecho un parche de color blanco, similar a una condecoración, que le da el nombre en español a esta especie.

## Estado de conservación
El rayo-de-sol acanelado ha sido calificado como casi amenazado por la Unión Internacional para la Conservación de la Naturaleza (IUCN) debido a que su pequeña zona de distribución y su población, todavía no cuantificada, se presumen estar en decadencia como resultado de la continua pérdida de hábitat. Sin embargo, ocurre en varias localidades y su hábitat no se considera severamente fragmentado.

## Sistemática

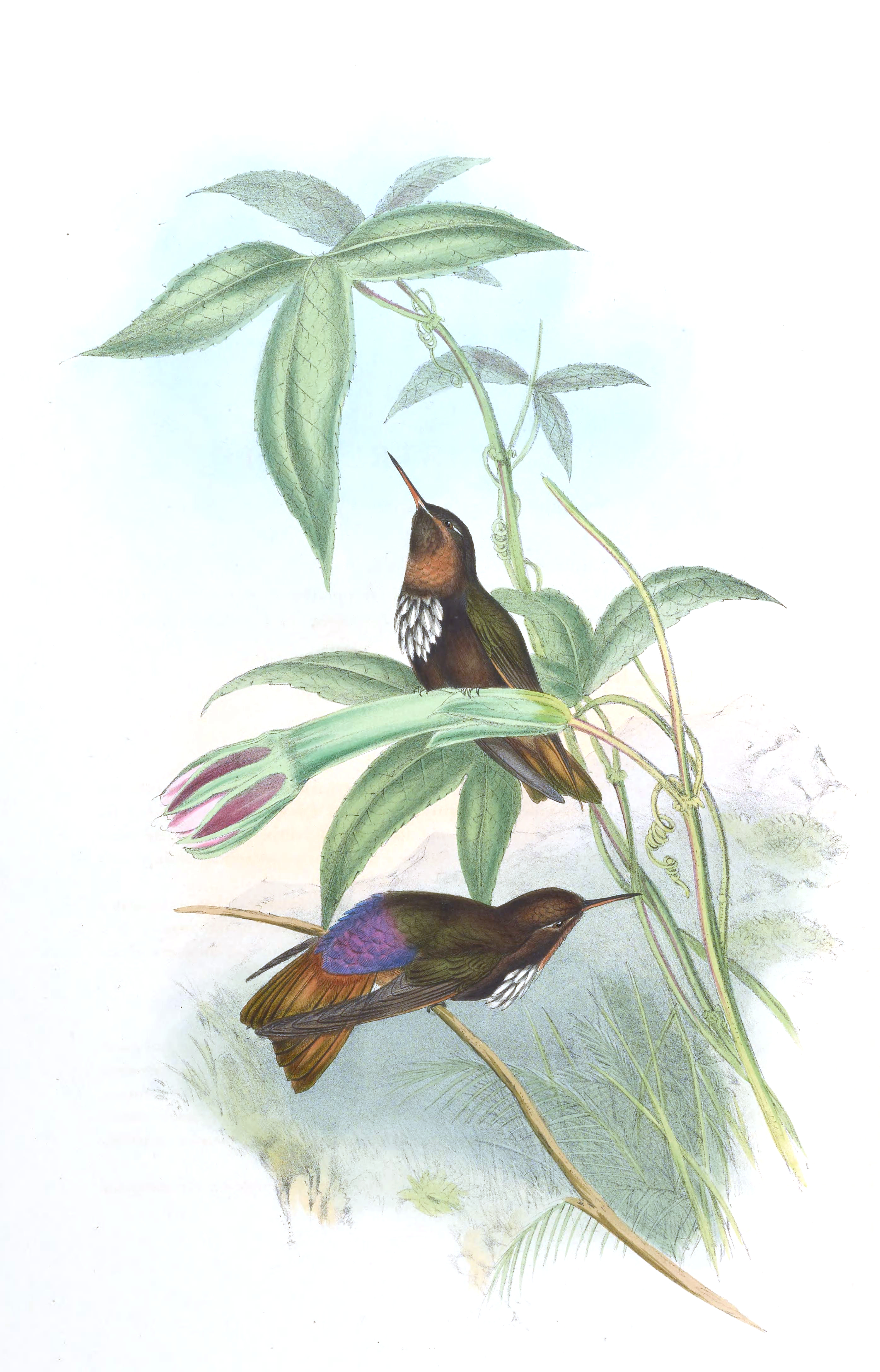
Aglaeactis castelnaui, ilustración de Gould y Richter en A monograph of the Trochilidae, or family of humming-birds 3, 1861.

### Descripción original
La especie A. castelnaudii fue descrita por primera vez por los ornitólogos franceses Jules Bourciery Étienne Mulsant en 1848 bajo el nombre científico Trochilus castelnaudii; su localidad tipo es: «Sudamérica, p. ej. montañas ceerca de Cuzco».

### Etimología
El nombre genérico femenino «Aglaeactis» es una combinación de las palabras del griego «aglaia» que significa ‘esplendor’, y «aktis» que significa ‘rayo de sol’; y el nombre de la especie «castelnaudii», conmemora al naturalista francés Francis de Laporte de Castelnau (1802–1880).

### Subespecies
Según las clasificaciones del Congreso Ornitológico Internacional (IOC) y Clements Checklist/eBird se reconocen dos subespecies, con su correspondiente distribución geográfica:
- Aglaeactis castelnaudii regalis J.T. Zimmer, 1951 – Andes del centro de Perú en Huánuco, Pasco y Junín.
- Aglaeactis castelnaudii castelnaudii (Bourcier & Mulsant), 1848 – Andes del centro sur de Perú en Huancavelica, Ayacucho, Apurímac y Cuzco.